# أسنان الليل
أسنان الليل (بالإنجليزية: Night Teeth)‏ هو فيلم رعب إثارة أمريكي صدر عام 2021 من بطولة جورجي ليندبورج جونيور،ديبي رايان،ميغان فوكس،لوسي فراي،ألفي آلن،راؤول كاستيلو وألكسندر لودفيج.

## روابط خارجية
- أسنان الليل على موقع IMDb (الإنجليزية)
- أسنان الليل على موقع ميتاكريتيك (الإنجليزية)
- أسنان الليل على موقع روتن توميتوز (الإنجليزية)
- أسنان الليل على موقع نتفليكس (الإنجليزية)
- أسنان الليل على موقع ألو سيني (الفرنسية)
- أسنان الليل على موقع قاعدة بيانات الفيلم (الإنجليزية)
- أسنان الليل على موقع ليتربوكسد (الإنجليزية)
- أسنان الليل على موقع كينوبويسك (الروسية)